# Ǹ
Ǹ, ǹ یا N اکسان گراو یکی از حروف پین‌یین است که برای نویسه‌گردانی زبان چینی به کار برده‌می‌شود. این نویسه نشان‌دهندهٔ ن با نواخت سقوط بالاست.

## منبع
Wikipedia contributors, "Ǹ," Wikipedia, The Free Encyclopedia, http://en.wikipedia.org/w/index.php?title=%C7%B8&oldid=547827310 (accessed July 5, 2014). 